# Joseph Perrino
Joseph Perrino (New York, 21 novembre 1982) è un attore statunitense.

## Carriera
Noto anche come Joe Perrino, ha iniziato la sua carriera a 14 anni nel film Il giurato ma è principalmente conosciuto per aver interpretato il giovane Lorenzo Carcaterra nel film drammatico Sleepers e per il ruolo di Jason Gervasi nella serie televisiva I Soprano.

## Filmografia parziale

### Cinema
- Il giurato (The Juror), regia di Brian Gibson (1996)
- Sleepers, regia di Barry Levinson (1996)
- Basta guardare il cielo (The Mighty), regia di Peter Chelsom (1998)
- A Walk on the Moon - Complice la luna (A Walk on the Moon), regia di Tony Goldwyn (1999)
- Un amore, una vita, una svolta (The Bumblebee Flies Anyway), regia di Martin Duffy (1999)
- The Immaculate Misconception, regia di Greg Levins (2006)
- The Assassination - Al centro del complotto (Assassination of a High School President), regia di Brett Simon (2008)
- Cose nostre - Malavita (The Family), regia di Luc Besson (2013)
- Run, regia di Simone Bartesaghi (2013)
- Before I Disappear, regia di Shawn Christensen (2014)
- The Brooklyn Banker, regia di Federico Castelluccio (2016)
- Cigarette Soup, regia di Damian Voerg (2017)
- The Wisdom Tooth, regia di Gregorio Sassoli (2019)

### Televisione
- I Soprano (The Sopranos) - serie TV, 5 episodi (2007)
- It's Bruno! - serie TV, 3 episodi (2019)
- Power - serie TV, 13 episodi (2018-2020)
- The Equalizer - serie TV, episodio 1x03 (2021)

## Doppiatori italiani
Nelle versioni in italiano delle opere in cui ha recitato, Joe Perrino è stato doppiato da:
- Fabrizio Manfredi in Sleepers
- Simone Crisari in I Soprano
- Stefano Billi in Law & Order - I due volti della giustizia
- Gabriele Marchingiglio in Power
- Francesco Trifilio in It's Bruno!
- Alessandro Budroni in The Equalizer